# Pat Danner
Patsy Ann "Pat" Danner, född Berrer 13 januari 1934 i Louisville, Kentucky, är en amerikansk politiker (demokrat). Hon var ledamot av USA:s representanthus 1993–2001.
Danner efterträdde 1993 Tom Coleman som kongressledamot och efterträddes 2001 av Sam Graves.